# Leptopoecile sophiae
La silvicincia dai sopraccigli (Leptopoecile sophiae Severtsov, 1873) è un uccello passeriforme della famiglia Aegithalidae.

## Etimologia
Il nome scientifico della specie, sophiae, rappresenta un omaggio a Maria d'Assia, uno dei nomi della quale era Sofia.

## Descrizione

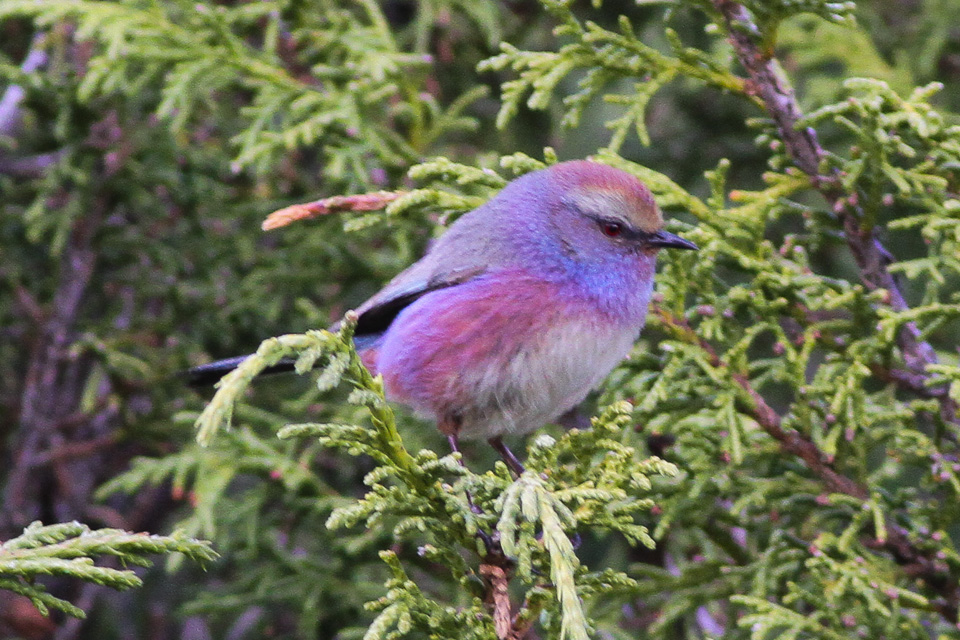
Maschio ad Almaty.

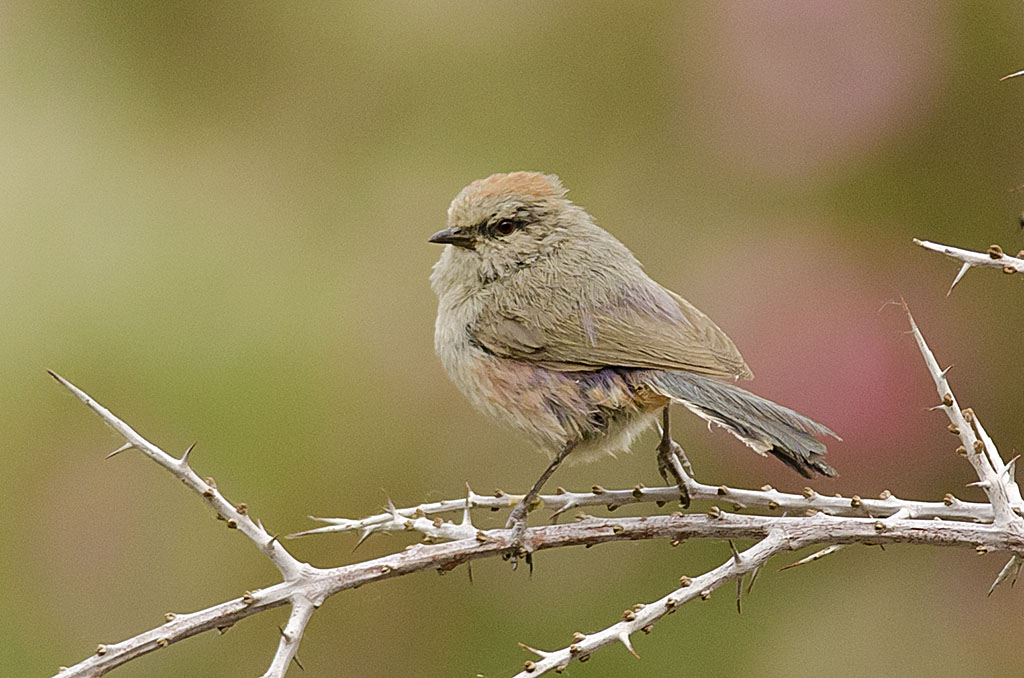
Femmina nella valle di Nubra.

### Dimensioni
Misura 8,5–10 cm di lunghezza, per 6-8 g di peso.

### Aspetto
Si tratta di uccelli dall'aspetto robusto e massiccio, con grossa testa appiattita che sembra incassata direttamente nel torso, corto becco sottile e conico, ali allungate e coda dall'estremità squadrata.
Il piumaggio presenta dicromatismo sessuale: nei maschi fronte, vertice e fianchi sono di color rosa-violaceo, le guance e la gola sono violacee, nuca, dorso, ali e coda sono di color grigio-azzurrino (con riflessi metallici azzurri su nuca e lati del collo, nonché sul mustacchio, mentre le remiganti e la coda presentano sfumature brune), sopracciglio e ventre sono di color grigio cenere.

Nelle femmine, invece, la livrea è dominata dal bruno-grigiastro su testa e dorso (con decise sfumature arancio su fronte e vertice), mentre l'area ventrale è più tendente al grigiastro, con sfumature aranciate su fianchi e sottocoda.
In ambedue i sessi il becco e le zampe sono di colore nerastro, mentre gli occhi sono di color bruno-rossiccio.

## Biologia
Si tratta di uccelli dalle abitudini diurne, che vivono in coppie o in gruppetti familiari, passando la maggior parte del tempo fra i rami di cespugli ed alberi alla ricerca di cibo e tenendosi in contatto mediante richiami corti e ronzanti.

### Alimentazione
La silvicincia dai sopraccigli è un uccello essenzialmente insettivoro, la cui dieta si compone perlopiù di piccoli insetti, ragni ed altri piccoli invertebrati reperiti fra le foglie dei cespugli o al volo: soprattutto durante i mesi freddi, questi uccelli integrano la propria dieta con cibo di origine vegetale come semi, granaglie e bacche.

### Riproduzione
Si tratta di uccelli monogami la cui stagione riproduttiva va dalla metà di maggio alla metà di giugno, con nidificazioni (generalmente legate alla perdita della prima nidiata) registrate fino alla fine di luglio.
Il nido viene costruito dalla femmina ed ha la forma di una sacca, con apertura in alto: esso si compone di licheni e ragnatele, con camera di cova interna foderata da piumino all'interno della quale la femmina depone 2-5 uova, che provvede a covare per circa due settimane.

I pulli, ciechi ed implumi alla schiusa, vengono imbeccati da ambedue i genitori: alla femmina, infatti, si aggiunge il maschio qualche giorno dopo la schiusa. I piccoli sono in grado d'involarsi a una ventina di giorni dalla schiusa: essi rimangono tuttavia presso il nido ancora per almeno altre due settimane, prima di allontanarsene in maniera definitiva.

## Distribuzione e habitat

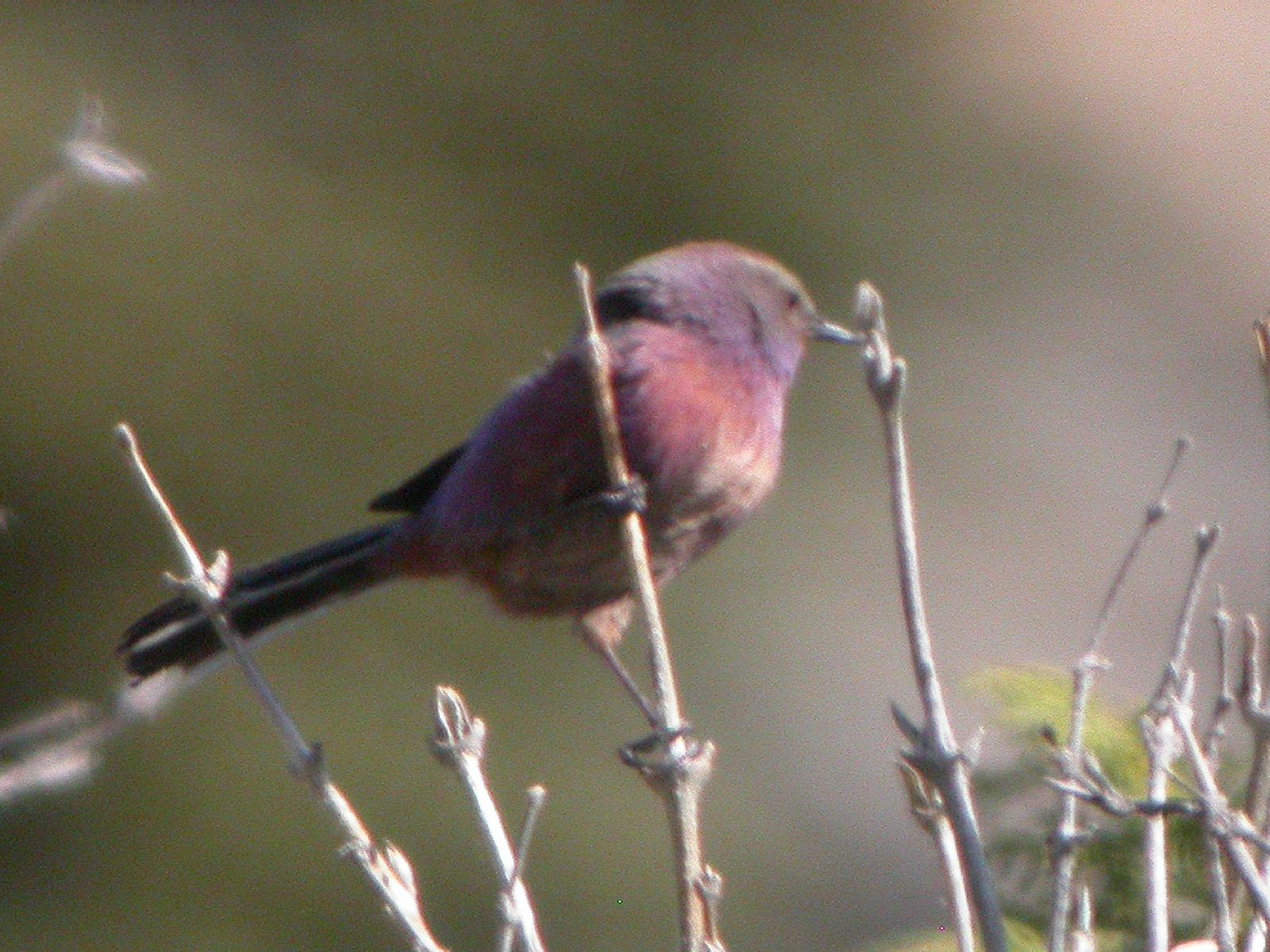
Maschio in natura.

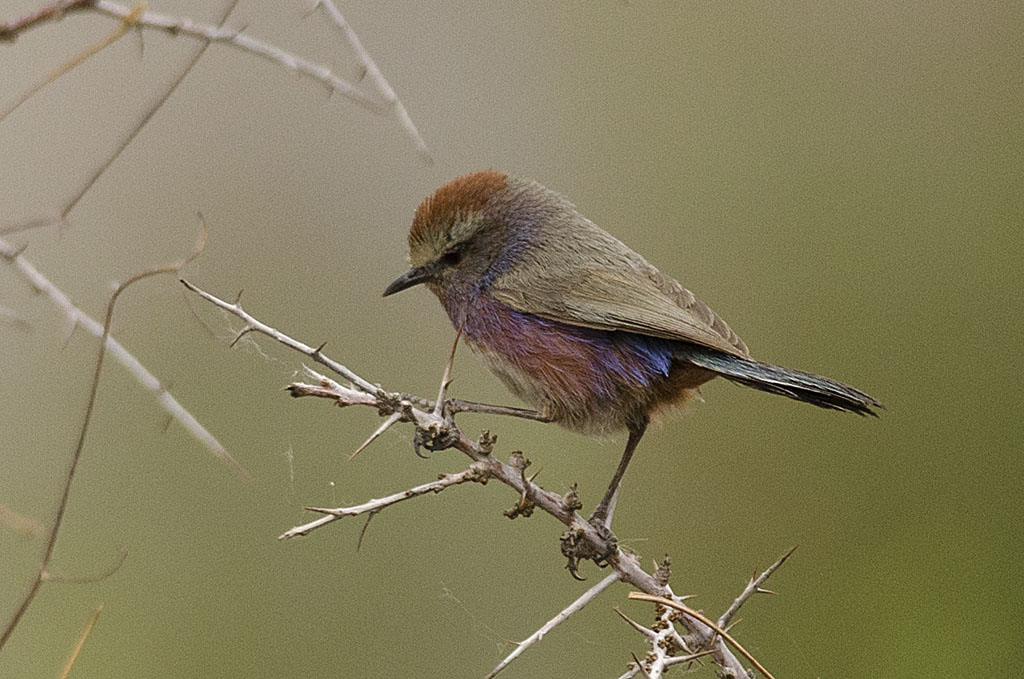
Maschio nel Ladakh.

La specie occupa un areale quasi circolare che partendo dal Tian Shan nell'estremo sud-est del Kazakistan e circondando il deserto del Taklamakan e l'altopiano del Tibet comprende il  e le pendici dell'Himalaya, giunge fino al Gansu e da qui al Sichuan e alle pendici orientali e meridionali dell'Himalaya, fino al Kashmir.
L'habitat di questi uccelli è rappresentato dalle aree montane a copertura cespugliosa consistente, sia boschive che non: le popolazioni più chiare preferiscono le aree più secche e alberate, mentre quelle più scure salgono a quote più elevate, prediligendo le aree cespugliose oltre la linea degli alberi.

## Tassonomia
Se ne riconoscono quattro sottospecie:

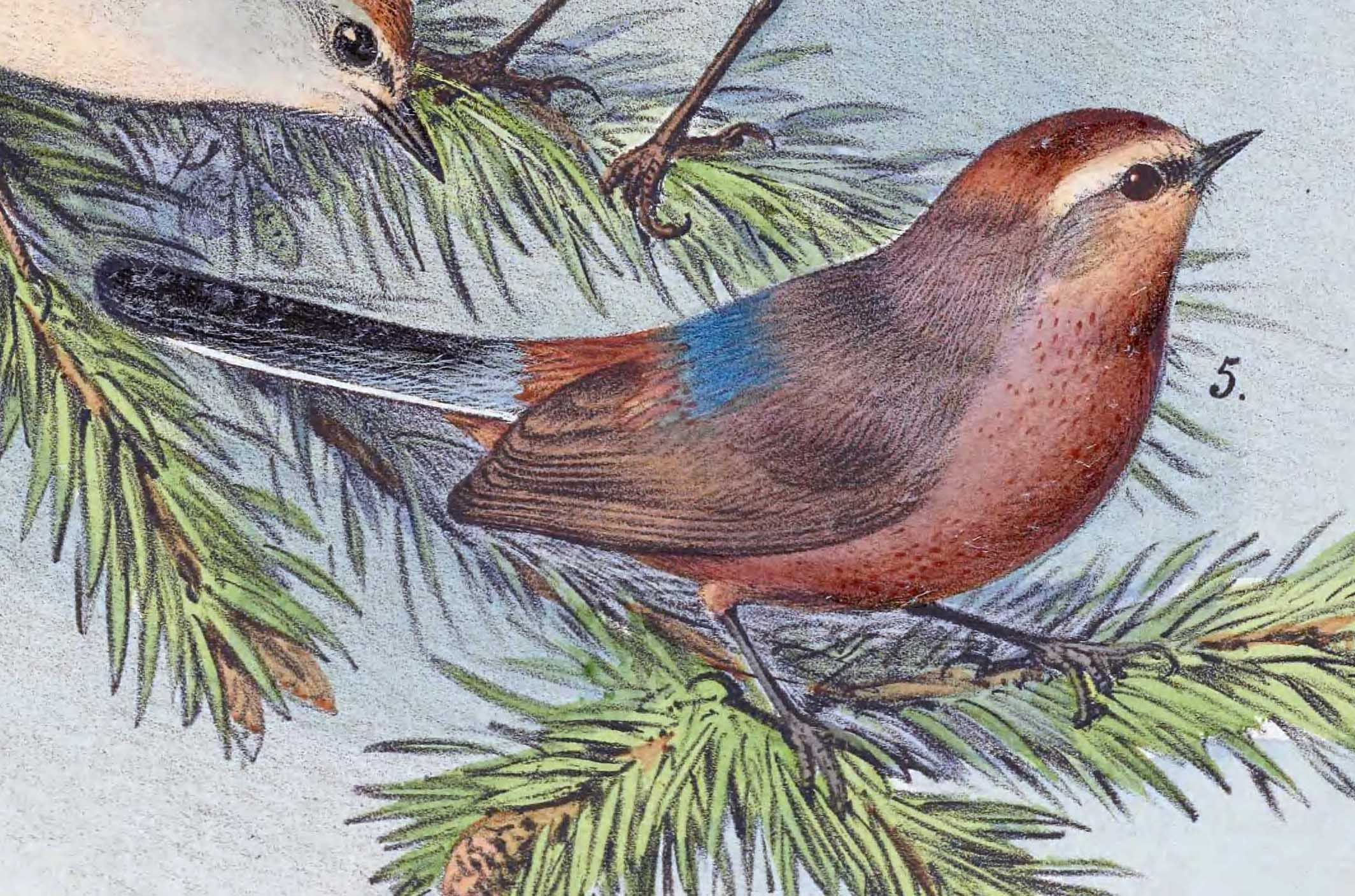
Illustrazione di maschio della sottospecie obscurus.

- Leptopoecile sophiae sophiae Severtsov, 1873 - la sottospecie nominale, diffusa dal Kazakistan sud-orientale al nord del Gansu attraverso Kirghizistan, Tagikistan, Uiguristan occidentale e Qinghai orientale, e a sud nel Pakistan settentrionale ed in India nord-occidentale;
- Leptopoecile sophiae stoliczkae (Hume, 1874) - diffusa nel Qinghai occidentale, nel sud dell'Uiguristan e nella punta occidentale del Tibet (area delle sorgenti dell'Indo);
- Leptopoecile sophiae major Menzbier, 1885 - diffusa nel nord del Qinghai settentrionale e nell'Uiguristan occidentale;
- Leptopoecile sophiae obscurus Przewalski, 1887 - diffusa sulle pendici meridionali e orientali dell'Altopiano del Tibet, dal Nepal centrale al Gansu meridionale ed al Sichuan nord-occidentale, attraverso Tibet meridionale e sud-orientale e Qinghai meridionale e orientale;

Le sottospecie sono divisibili in due gruppi (uno più scuro comprendente la sottospecie obscurus oltre alla nominale, ed uno più chiaro comprendente stoliczkae e major) che sembrano occupare nicchie differenti vivendo in parapatria, e che potrebbero rappresentare due specie a sé stanti.